# Yoann Barbas
Yoann Barbas (L'Avelhanet, Arieja, 18 de febrer de 1986) és un ciclista francès, professional del 2015 al 2016.

## Palmarès
- 2012
  - 1r al Tour de Loiret
- 2013
  - 1r al Tour del País de Savoia
  - 1r al Tour de Loiret
  - 1r a la Troyes-Dijon
- 2015
  - 1r al Tour del Piémont pyrénéen